# Clivia (Fernsehgerät)

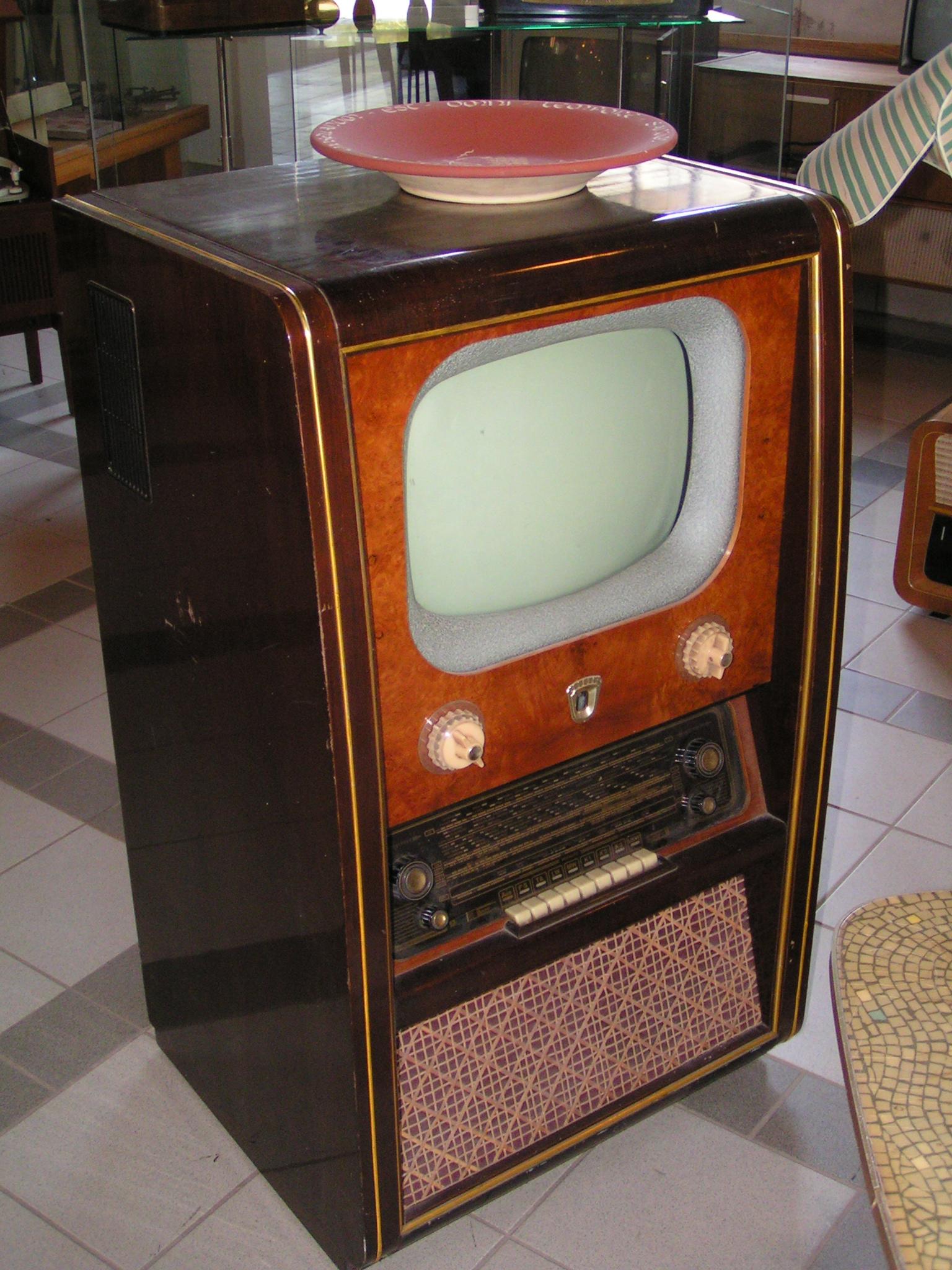
Fernsehtruhe Clivia

Clivia war ein Fernseh-Radio-Kombinationsgerät, das von 1955/56 bis 1958 im VEB Sachsenwerk/Rafena im sächsischen Radeberg gebaut wurde. Zusammen mit dem Modell Claudia war Clivia die erste Fernsehtruhe der DDR.

## Technik
Es wurden zwei verschiedene Versionen der Clivia angefertigt. In beiden Varianten war eine 43 cm / 70° Schwarz-Weiß-Bildröhre verbaut. Im Modell Clivia I war das Fernsehchassis „Rubens“ und der Rundfunkempfänger „Stradivari“ verbaut, im Modell Clivia II kamen das Fernsehchassis „Dürer“ und der Rundfunkempfänger „Beethoven“ zum Einsatz. Die Rundfunkempfänger stammten aus dem VEB Stern Radio in Rochlitz. Zudem besaß Clivia einen Anschluss für eine kabelgebundene Fernregelung, mit der Helligkeit, Kontrast und Lautstärke reguliert werden konnten. Insgesamt wurden 19.188 Geräte gefertigt.

## Rezeption
Die Fernsehtruhe Clivia wurde ab Mitte der 1950er Jahre mit anderen Modellen des Radeberger Unternehmens auf zahlreichen internationalen Rundfunk- und Technikmessen präsentiert. Die Radeberger Geräte konnten sich qualitativ am Markt behaupten, so dass viele Geräte in den Export gingen und somit der Devisenbeschaffung dienten.
Auch in Westdeutschland nahm man die technischen Entwicklungen in der DDR wahr, so bezeichnete beispielsweise der Spiegel 1956 die Fernsehtruhe Clivia als eines der den Markt dominierenden Geräte.